# Sunamori Kazuya
Kazuya Sunamori (砂森和也 Sunamori, Kazuya, sinh ngày 2 tháng 9 năm 1990 ở Chiba) là một cầu thủ bóng đá người Nhật Bản thi đấu cho Azul Claro Numazu.

## Thống kê câu lạc bộ
Cập nhật đến ngày 23 tháng 2 năm 2018.
| Thành tích câu lạc bộ | Thành tích câu lạc bộ | Thành tích câu lạc bộ | Giải vô địch | Giải vô địch | Cúp                   | Cúp                   | Tổng cộng | Tổng cộng |
| Mùa giải              | Câu lạc bộ            | Giải vô địch          | Số trận      | Bàn thắng    | Số trận               | Bàn thắng             | Số trận   | Bàn thắng |
| Nhật Bản              | Nhật Bản              | Nhật Bản              | Giải vô địch | Giải vô địch | Cúp Hoàng đế Nhật Bản | Cúp Hoàng đế Nhật Bản | Tổng cộng | Tổng cộng |
| --------------------- | --------------------- | --------------------- | ------------ | ------------ | --------------------- | --------------------- | --------- | --------- |
| 2013                  | Honda FC              | JFL                   | 26           | 3            | –                     | –                     | 26        | 3         |
| 2014                  | Honda FC              | JFL                   | 23           | 6            | –                     | –                     | 23        | 6         |
| 2015                  | Honda FC              | JFL                   | 30           | 4            | –                     | –                     | 30        | 4         |
| 2016                  | Kamatamare Sanuki     | J2 League             | 13           | 0            | 0                     | 0                     | 13        | 0         |
| 2017                  | Kamatamare Sanuki     | J2 League             | 0            | 0            | 0                     | 0                     | 0         | 0         |
| Tổng cộng sự nghiệp   | Tổng cộng sự nghiệp   | Tổng cộng sự nghiệp   | 92           | 13           | 0                     | 0                     | 92        | 13        |